# Bitka pri Vouilléu
Bitka pri Vouilléu ali Vougléu (iz latinskega Campvs Vogladensis) je bila bitka v severni marki Vizigotskega kraljestva pri Vouilléu, Vienne pri Poitiersu (Galija)   spomladi leta 507 med Franki pod poveljstvom kralja Klodvika I. in Vizigoti pod poveljstvom Alarika II..

## Bitka
Klodvikovo  vojsko je verjetno upočasnil  zaradi dežja narasla reka Vienne, a se je kljub temu spopadla  z Vizigoti južno od Vouilleja. Klodvik je svoje enote, oborožene z metalnimi orožji, pustil v zaledju, z ostalimi pa se je spustil v neposreden spodad z Vizigoti. V bitki je domnevno ubil vizigotskega kralja Alarika. Po njegovi smrti se je vizigotska vojska zlomila in pobegnila.

## Posledice
Po zmagi je bizantinski cesar Anastazij Klodvika imenoval za častnega konzula in ga povišal v patricija. Poraz je Vzigote prisilil k umiku iz Septimanije, Franki pa so dobili oblast v jugozahodni Franciji in zasedli Toulouse. Alarikov nezakonski sin Gazalek je poskušal v Narbonneu  organzirati protinapad, vendar so ga odstavili, ko so frankovski zavezniki zasedli  Narbonne pa usmrtili.  

## Vira
- Eugen Ewig. Die Merowinger und das Frankenreich, Stuttgart u.a. 1993.
- Herwig Wolfram. Die Goten, München 2001.